# Cidne
El Cidne o Cidnos (en grec antic Κύδνος), va ser, segons la mitologia grega, un déu-riu fill d'Oceà i de Tetis, i germà de les Oceànides.
Va donar nom al riu Cidnos, a la Cilícia. Un dels seus fills, anomenat Parteni, va donar a la ciutat de Tars, situada a la vora d'aquest riu, el sobrenom de Partènia. Hi havia una llegenda popular a Cilícia que parlava dels amors de Cidne, meitat home i meitat riu, amb Cometo. Aquesta, enamorada del riu, havia acabat casant-s'hi. Una tradició diu que la seva aigua era tant freda, que quasi va matar Alexandre el Gran quan s'hi va banyar.